# Familia Freud

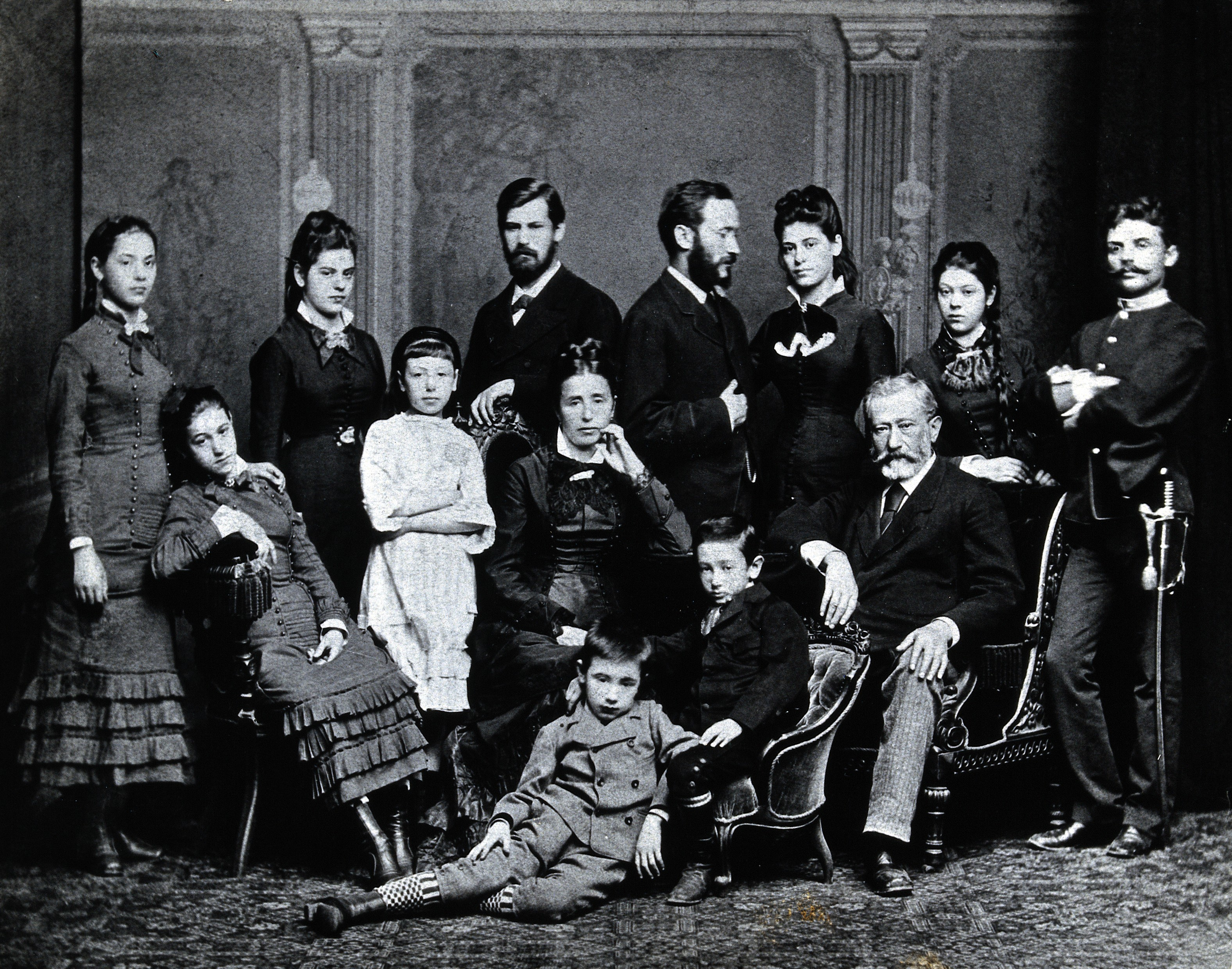
Familia Freud en 1876.

La familia de Sigmund Freud, pionero del psicoanálisis, vivió en Austria y Alemania hasta los años 1930 antes de emigrar hacia Inglaterra, Canadá y los Estados Unidos. Diversos descendientes de Freud llegaron a ser muy conocidos en diferentes áreas.

## Padres y hermanos de Freud

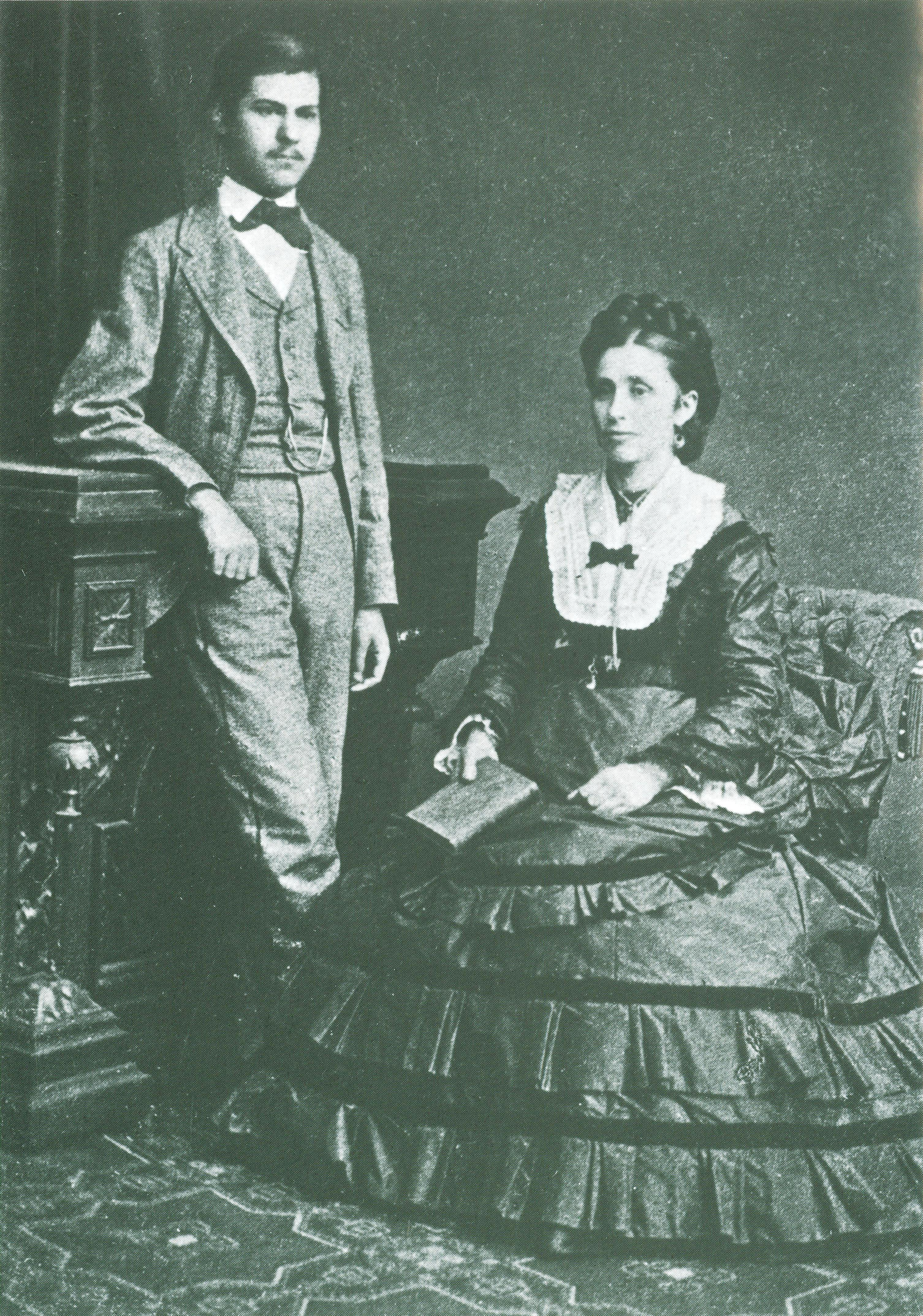
Amalia Freud.

Sigmund Freud (1856–1939), hijo de padres judíos procedentes de Galitzia, nació en la ciudad morava de Příbor (en alemán: Freiberg in Mähren), la que formaba parte en aquel entonces del Imperio Austríaco y hoy en día pertenece a la República Checa. Fue el mayor de los hijos del matrimonio de Jacob Freud (1815–1896), comerciante de lana, y su tercera esposa, Amalia Freud (apellido de soltera Nathansohn, 1835–1930). Jacob Freud tenía ya dos hijos de su primer matrimonio con Sally Freud (apellido de soltera Kanner, 1829–1852):
- Emanuel (1833–1914)
- Philipp (1836–1911)

El segundo matrimonio de Jacob con Rebecca Freud (1852–1855) no dejó descendencia. Con Amalia tuvo ocho hijos:

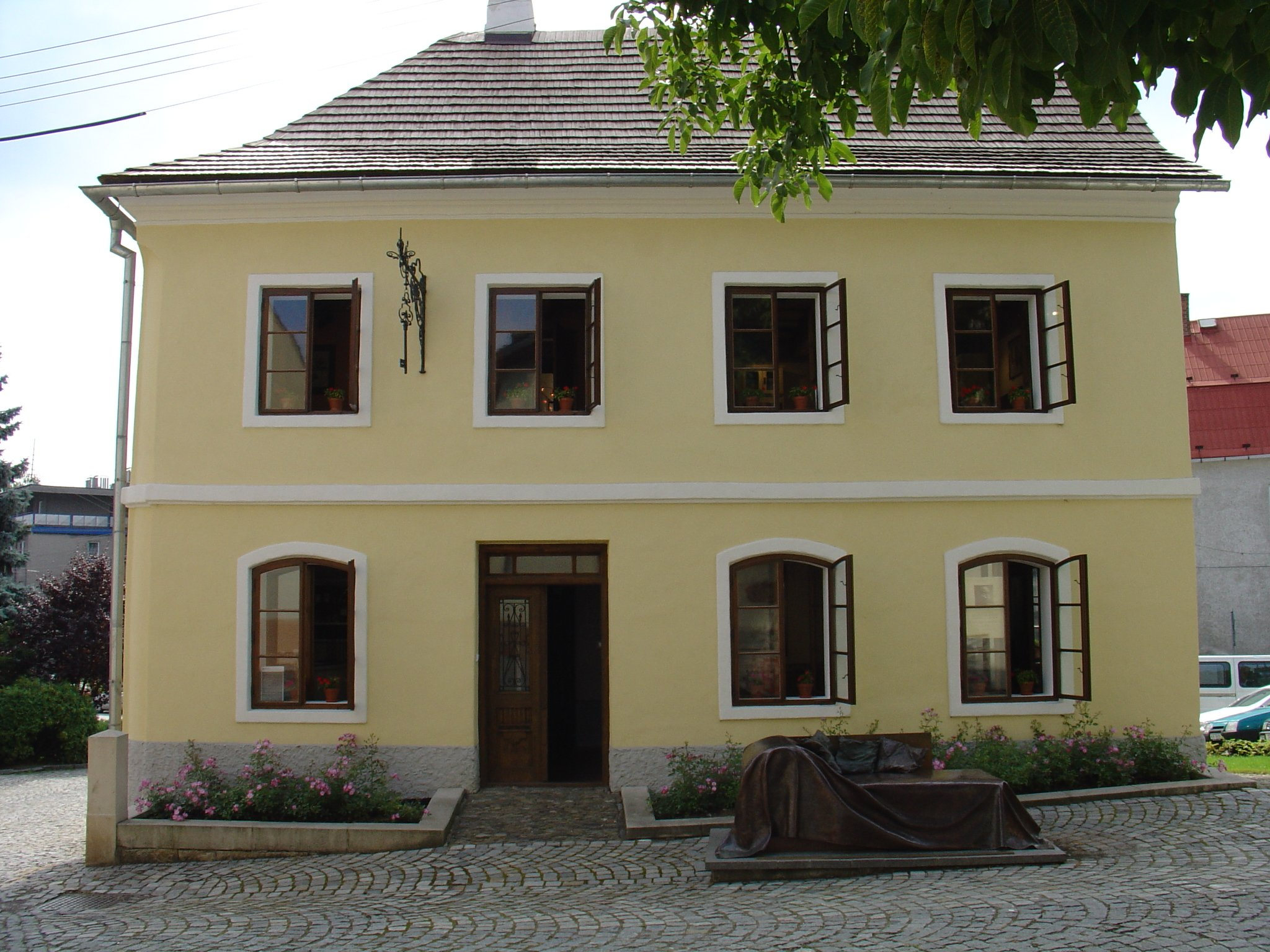
Casa de la familia Freud en Příbor, donde nació Sigmund Freud.

- Sigmund (cuyo nombre inicialmente era Sigismund Schlomo Freud, 6 de mayo de 1856 - 23 de septiembre de 1939)
- Julius (octubre de 1857–15 de abril de 1858)
- Anna (31 de diciembre de 1858–11 de marzo de 1955)
- Regina Debora (apodada  Rosa), nació el 21 de marzo de 1860, fue deportada el 23 de septiembre de 1942 con destino a Theresienstadt y luego trasladada desde allí al campo de exterminio de Treblinka.[4] Según otra fuente, habría sido llevada el 23 de marzo o el 1 de abril de 1943, en uno de los dos trenes que llegaron directamente desde Viena a Treblinka, donde probablemente fue inmediatamente asesinada.[5]
- Marie (apodada Mitzi), nació el 22 de marzo de 1861, fue deportada 23 de septiembre de 1942 y asesinada en Treblinka.[4]
- Esther Adolfine (apodada Dolfi), 23 de julio de 1862– 5 de febrero de 1943, Gueto de Theresienstadt.[4] Según nuevas investigaciones y debido a que no aparece en las listas de muertos de Theresienstadt en esa fecha, se ha establecido que murió de desnutrición el 29 de septiembre de 1942.[6]
- Pauline Regine (apodada Pauli, nació el 3 de mayo de 1864, fue deportada el 23 de septiembre de 1942, también asesinada en Treblinka-[4]
- Alexander Gotthold Efraim (19 de abril de 1866–22 de abril de 1943)

Julius Freud murió antes de cumplir un año de edad. Anna contrajo matrimonio con Ely Bernays (1860–1921), el hermano de la esposa de Sigmund Freud, Martha Bernays. Tuvieron cuatro hijas: Judith (nacida en 1885), Lucy (1886), Hella (1893), Martha (1894) y un hijo, Edward (1891-1995). En 1892 la familia se trasladó a Estados Unidos, donde Edward Bernays se convirtió en un autor influyente en el área de la publicidad y las relaciones públicas modernas.
Rosa (Regina Deborah Graf-Freud), tras un par de compromisos que no prosperaron, se casó en 1896, a los 36 años, con el abogado  Heinrich Graf (1852-1908), que falleció al décimo año de matrimonio. Los dos hijos de ese matrimonio murieron también muy jóvenes. Su hijo, Hermann (1897–1917) cayó en la Primera Guerra Mundial, su hija, Cäcilie (1899–1922), se suicidó con una sobredosis de Veronal tras un desengaño amoroso y problemas por haber quedado embarazada sin haberse casado.
Mitzi (Marie Freud) se casó con su primo Moritz Freud (también conocido como Maurice Freud) (1857-1922). Tuvieron tres hijas: Margarethe (nacida en 1887), Lily (n. 1888), y Martha (1892–1930) y un hijo, Theodor (n. 1904), quien murió ahogado en un accidente a los 23 años. Martha, quien era conocida como Tom y en ocasiones se vestía como un hombre, fue una notable ilustradora de libros para niños con el seudónimo de Tom Seidmann-Freud. Tras el suicidio de su marido, el periodista (y más tarde también editor e ilustrador) Jakob Seidmann, Martha también se quitó la vida el 7 de febrero de 1930. Lily se convirtió en actriz y en 1917 se casó con el actor Arnold Marlé.
Dolfi (Esther Adolfine Freud) no se casó y permaneció en el hogar familiar haciéndose cargo del cuidado de su madre, Amalia, como su ama de llaves.
Pauli (Pauline Regine Winternitz-Freud) se casó con Valentine Winternitz (1859-1900) y emigró a los Estados Unidos, donde nació su hija Rose Beatrice en 1896. Después de la muerte de su marido, regresó junto a su hija a Europa.
Alexander Freud fue ingeniero de tarifas de ferrocarriles, editor de una prestigiosa revista especializada en el área y perito judicial en asuntos arancelarios. Se casó con Sophie Sabine Schreiber (nacida en 1878). Su hijo Harry, nacido en 1909, emigró a los Estados Unidos y murió en 1968.
Ambos medio hermanos de Sigmund Freud emigraron a Manchester, Inglaterra poco antes de que el resto de la familia Freud se mudara de Leipzig a Viena en 1860.
Emanuel y Marie Freud (1836–1923) se casaron en Freiberg, lugar donde nacieron sus dos primeros hijos: John (nacido en 1856 y desaparecido con anterioridad a 1919), quien fuera el "compañero inseparable" de Freud en su infancia temprana; y Pauline (1855–1944). Otros dos niños nacieron en Mánchester: Bertha (1866–1940) y Samuel (1870–1945). Freud mantuvo el contacto con sus familiares británicos a través de una correspondencia epistolar regular con Samuel. Se reunieron finalmente por primera vez en Londres en 1938.
Philipp Freud se casó con Bloomah Frankel (que nació en 1845 en Birmingham y falleció en 1925 en Manchester). Tuvieron dos hijos: Pauline (1873–1951) que se casó con Fred Hartwig (1881–1958) y Morris (que nació en 1875 en Manchester y falleció en 1938 en Puerto Elizabeth, Sudáfrica).

## Persecución y emigración

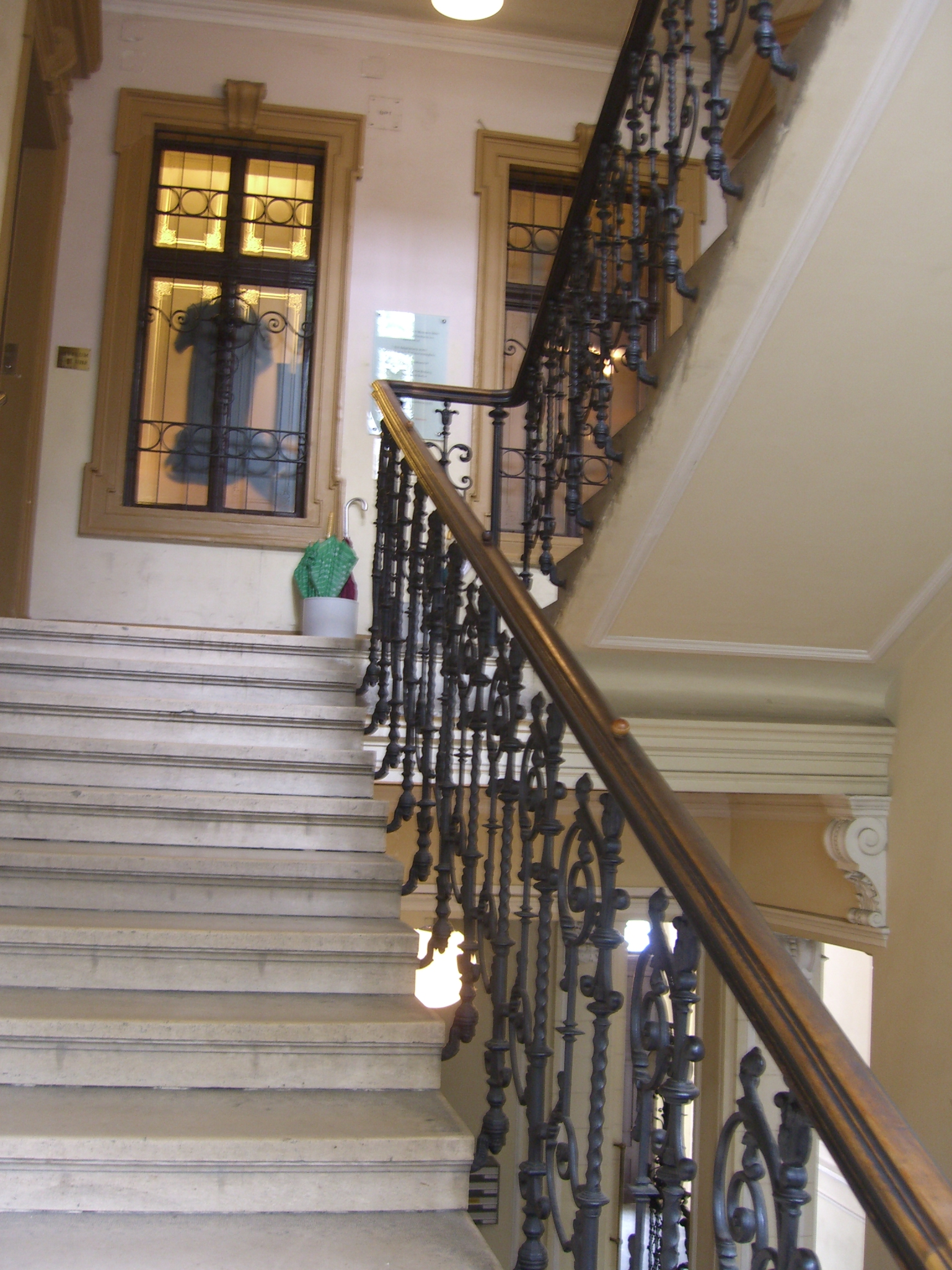
Escalera de acceso a la casa de la familia y a la consulta de Sigmund Freud en Viena (hoy convertida en museo).

A fines de la década de 1930 vivían en Viena unos 170 000 judíos, una proporción que representaba más del 10% de la población de la ciudad.Después del Anschluss en 1938  la SS y la policía nazi deportó a más de 47 500 judíos austriacos, la gran mayoría de los cuales fueron asesinados en distintos campos de exterminio durante el Holocausto. Por cierto, la familia Freud no fue ajena a este destino, resultando fuertemente impactada por la persecución y, aunque parte de sus integrantes logró salir de Viena, cuatro de las cinco hermanas de Freud que no consiguieron huir, fueron asesinadas en campos de concentración. Recién en 1946 (es decir, siete años después de la muerte de Sigmund Freud) la familia recibió en Londres las primeras noticias oficiales de parte de la Cruz Roja acerca del destino final de las cuatro hermanas. Anna Freud, en una carta dirigida a Katá Levy y fechada en marzo de 1946 escribe: «Ya tenemos el primer informe sobre las tías y es el peor de todos los posibles». Según esta primera comunicación de la Cruz Roja, las cuatro fueron asesinadas por los nazis en 1942: Mitzi (Marie) habría muerto en  Theresienstadt, mientras que  Dolfie (Adolfine), Paula (Pauline) y Rosa (Regina Deborah) en los campos de exterminio a los que fueron conducidas desde Theresienstadt. Investigaciones posteriores concluyeron que Rosa habría sido asesinada en Auschwitz, mientras que Dolfi y Paula en Treblinka. Sin embargo, el lugar, circunstancias y fecha precisa en que ocurrieron los asesinatos y el destino final de los cuerpos continúa sin esclarecerse del todo, existiendo diferencias y contradicciones entre los distintos investigadores y biógrafos. Por ejemplo, según Erst Leupold-Löwenthal, Marie, Adolfine y Paula fueron deportadas desde Viena a Theresienstadt el 29 de junio de 1942. Desde allí, Marie y Paula habrían sido trsladadas el 29 de septiembre del mismo año al campo de exterminio Maly Trostenets donde las asesinaron. Adolfine no habría sido trasladada desde Theresienstadt y habría muerto allí, probablemente de desnutrición, el 5 de febrero de 1943. Rosa no habría muerto en Auschwitz, sino que en Treblinka, donde habría llegado desde Theresienstadt entre el 5 y el 10 de octubre de 1942. Según el relato del sobreviviente Samuel Rajzman al declarar como testigo en los Juicios de Núremberg, Rosa habría llegado directamente a Treblinka en un transporte desde Viena.
El hermano menor de Freud, Alexander, huyó con su familia a Suiza el 19 de abril de 1938, poco después de la anexión, dejando atrás su hogar y todos sus bienes. Desde allí viajaron a Inglaterra, desde donde emigraron en 1941 a Canadá. Murió en Toronto el 22 de abril de 1943.
Los hijos de Freud - Oliver, ingeniero civil, y Ernst L. Freud, arquitecto - vivieron y trabajaron en Berlín hasta la llegada de Hitler al poder en Alemania en 1933, tras lo cual huyeron con sus familias a Francia y Londres, respectivamente. Oliver Freud y su esposa emigraron más tarde a los Estados Unidos. Su hija, Eva se quedó en Francia con su novio, donde murió de gripe en 1944. 

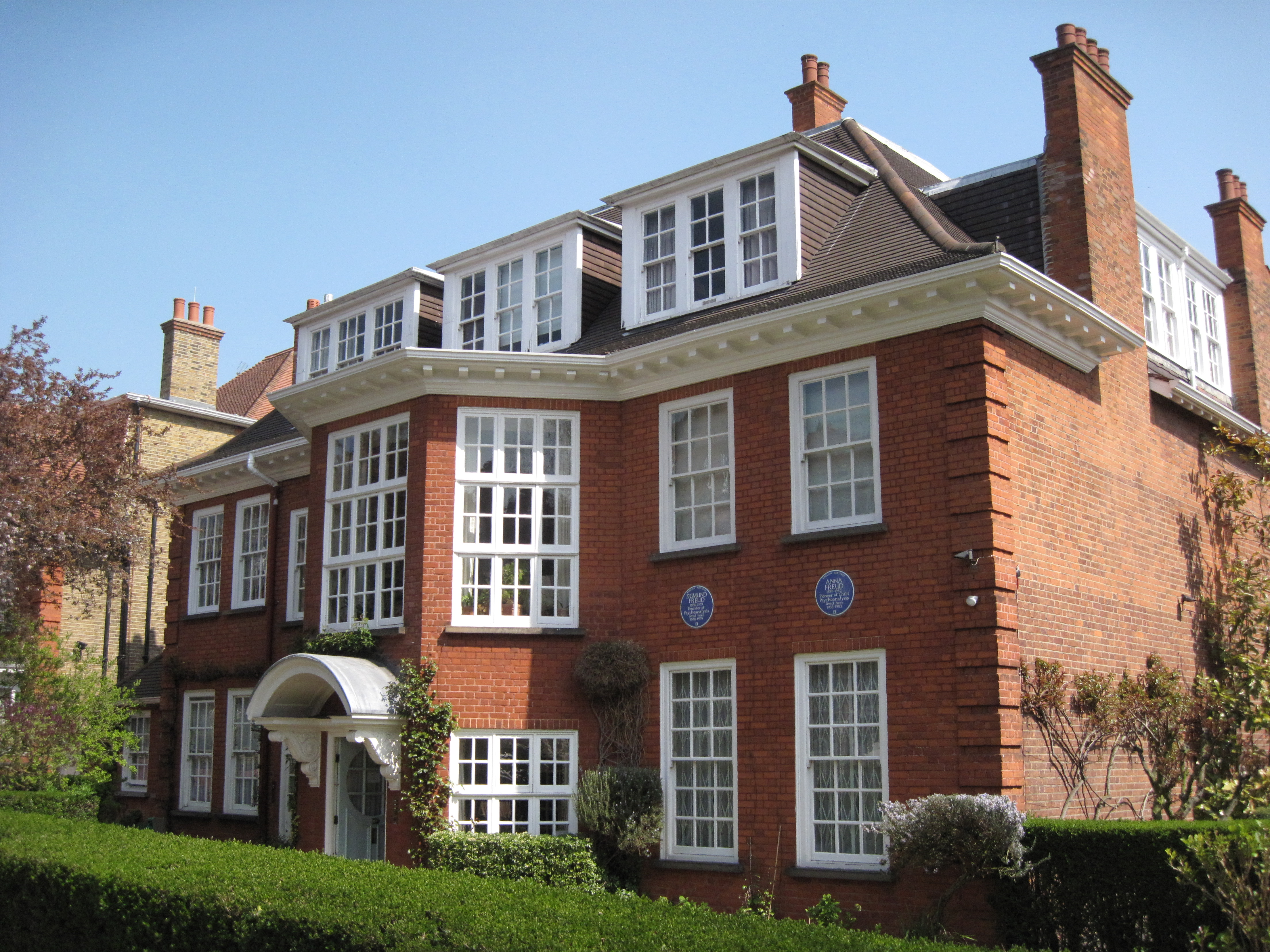
Casa de la familia Freud en el exilio en Londres.

Sigmund Freud abandonó la ciudad de Viena ocupada por los nazis en 1938 después de que Ernest Jones, el entonces Presidente de la Asociación Psicoanalítica Internacional, asegurara los permisos de inmigración para que se trasladara con su familia a Gran Bretaña. Los mismos permisos se organizaron también para la ama de llaves de Freud, Paula Ficht, su médico, Max Schur y su familia, así como una serie de colegas de Freud y sus respectivas familias. El nieto de Freud, Ernst Halberstadt, fue el primero en salir de Viena, en un principio a París, antes de ir a Londres, donde después de la guerra adoptaría el nombre de Ernest Freud y haría la formación como psicoanalista. Los próximos en partir hacia París fueron Esti, Sophie y Walter Freud, la esposa y los hijos de Martin, el hijo mayor de Freud. Madre e hija permanecieron en Francia y posteriormente emigraron a los Estados Unidos, mientras que Walter se unió a su padre en Londres. La cuñada de Freud, Minna Bernays, partió a Londres a principios de mayo de 1938. La siguió el 14 de mayo su hijo, Martin, y luego su hija Matilde y su marido, Robert Hollitscher, el 24 de mayo. Sigmund Freud, su esposa y su hija, Anna, dejaron Viena el 4 de junio, acompañados por el personal de la casa y el médico. Su llegada a la estación Victoria de Londres el 6 de junio concitó una amplia cobertura de prensa. En el nuevo hogar de la familia — ubicado en Hampstead, al norte de Londres, 20 Maresfield Gardens — se instalaron los muebles, que en gran parte lograron traer desde Viena (incluido el famoso diván) y se realizó una réplica fidedigna de todos los demás detalles del consultorio vienés de la Berggasse 19.
Dos de los Freud regresaron a Austria como miembros de las fuerzas aliadas. Walter Freud fue lanzado en paracaídas detrás de las líneas enemigas como miembro de la Special Operations Executive en abril de 1945. Cuando le aconsejaron que cambiara su nombre en caso de captura, rehusó diciendo: «quiero que los alemanes sepan que ha regresado un Freud». Sobrevivió por un pelo la separación de sus compañeros y actuando por cuenta propia, sin ayuda de nadie, consiguió la rendición del aeródromo de Zeltweg en el sur de Austria, que tenía una importancia estratégica.
El hijo de Alexander Freud, Harry, regresó a Viena de la postguerra como oficial del ejército de los EE. UU. para investigar la suerte de sus tías y llevar ante la justicia a Anton Sauerwald, el funcionario nazi designado que había tomado el control de los bienes de Freud y los de la Asociación Psicoanalítica Internacional.

## Hijos y descendientes de Freud

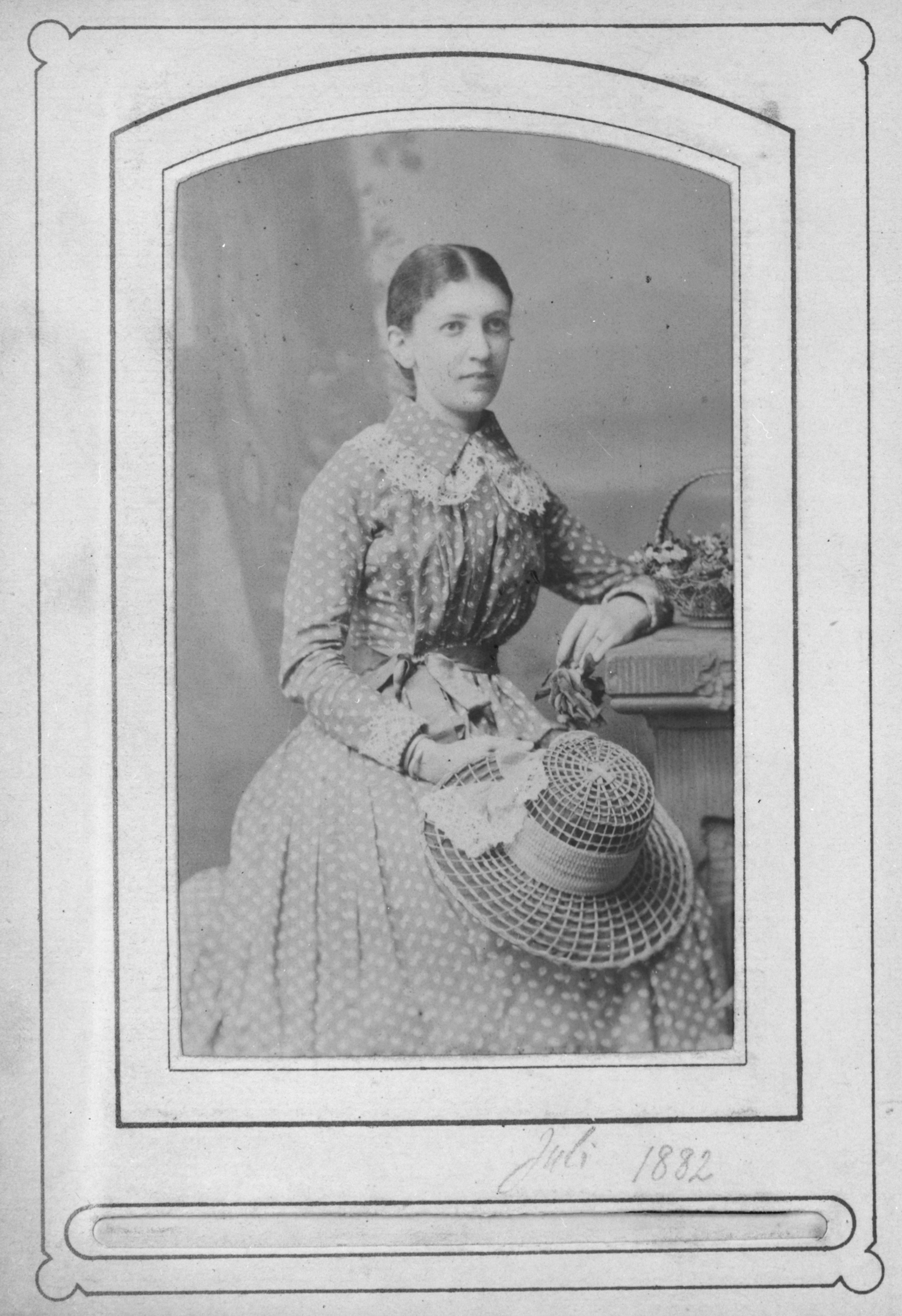
Martha Bernays, esposa de Sigmund Freud.

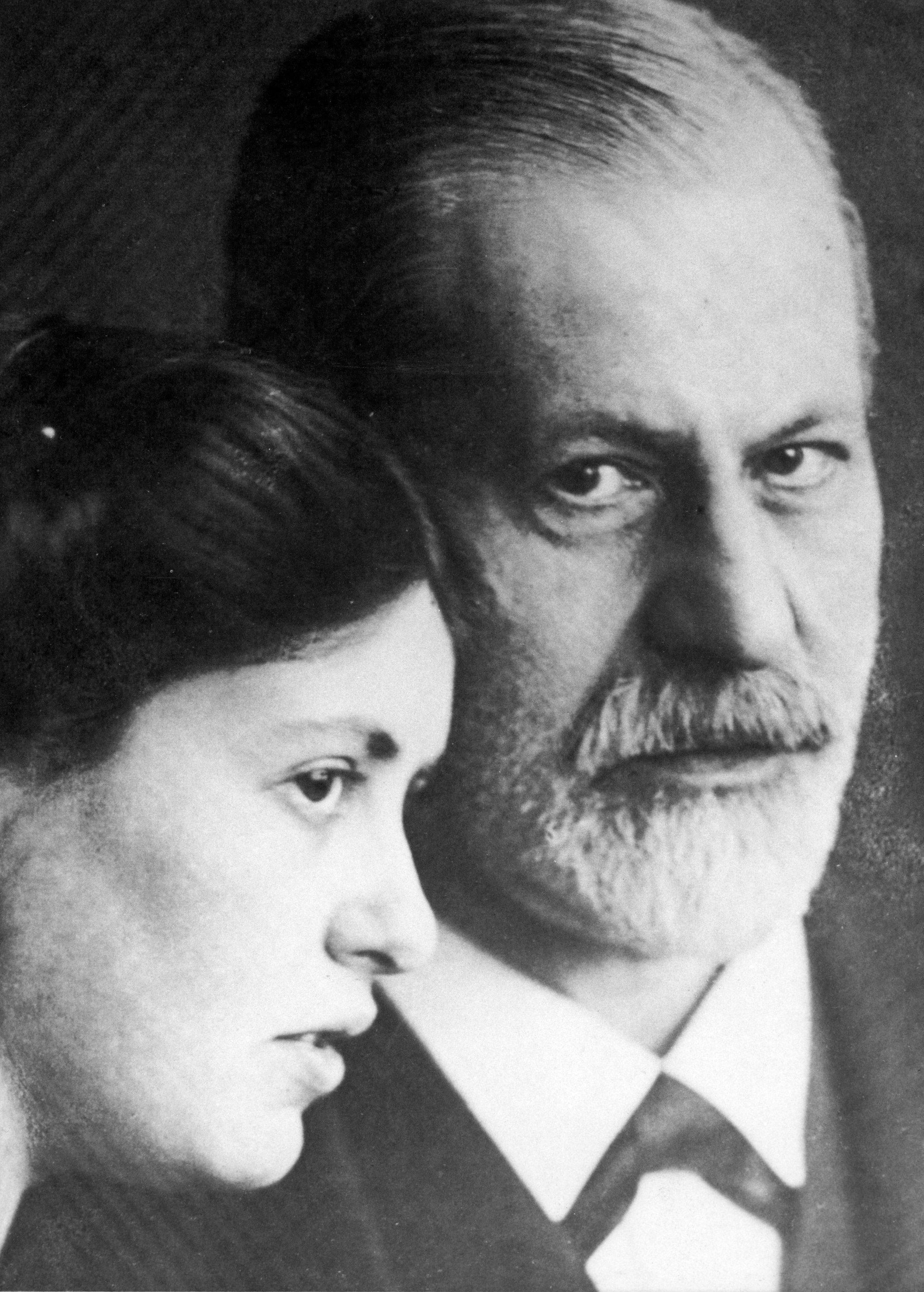
Sigmund Freud y su hija Sophie.

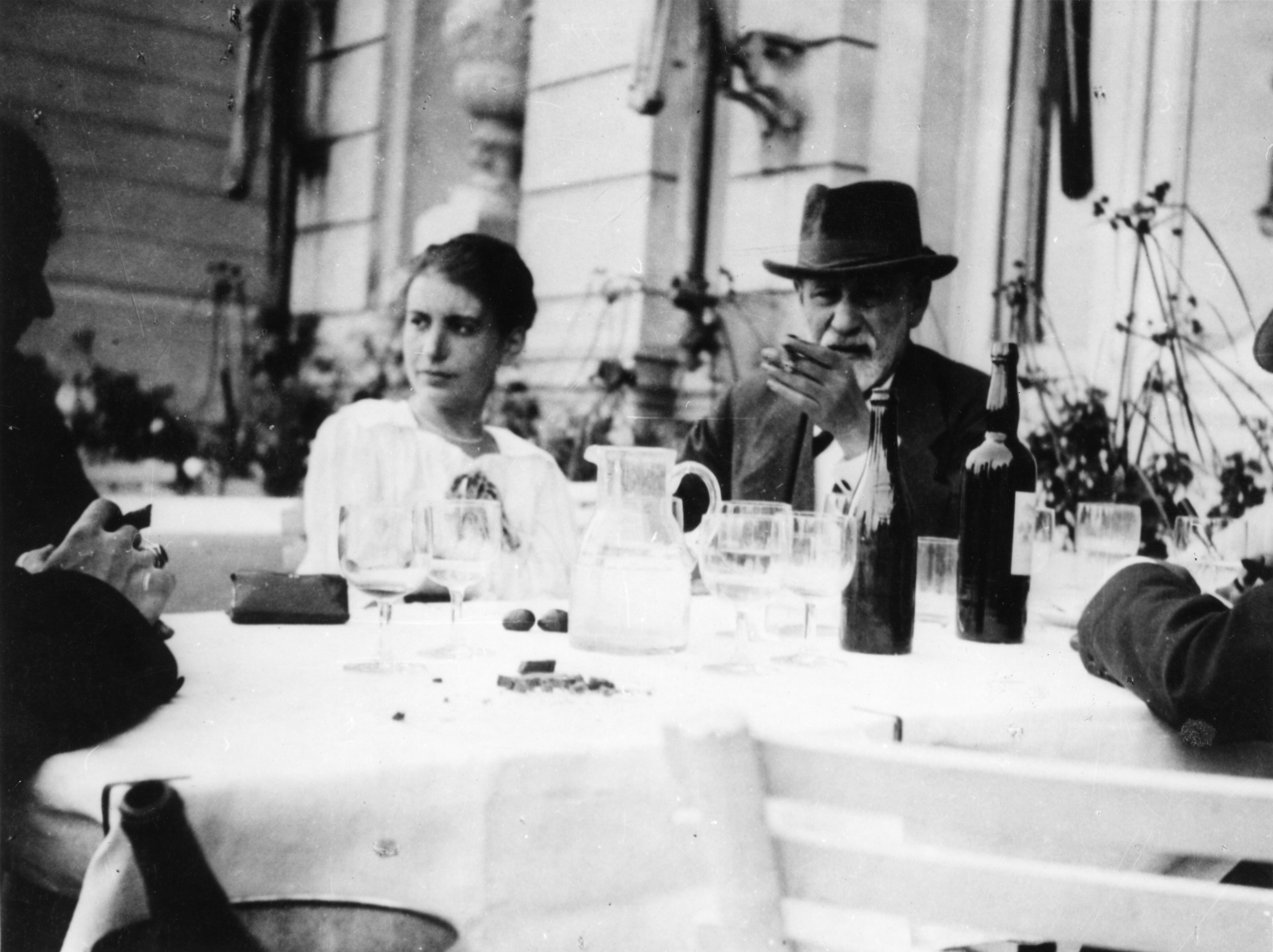
Sigmund Freud y su hija Anna en 1920.

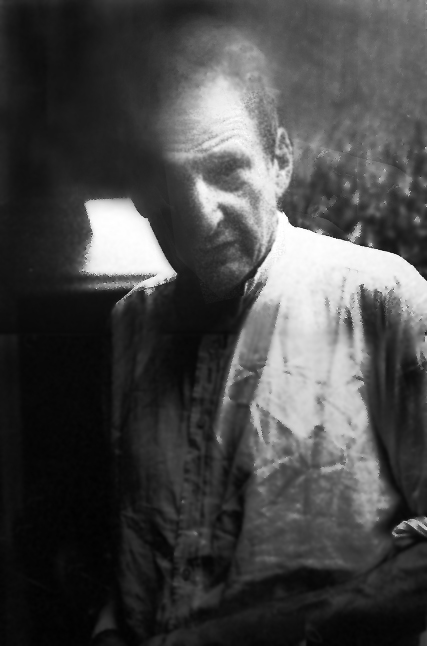
Lucian Freud.

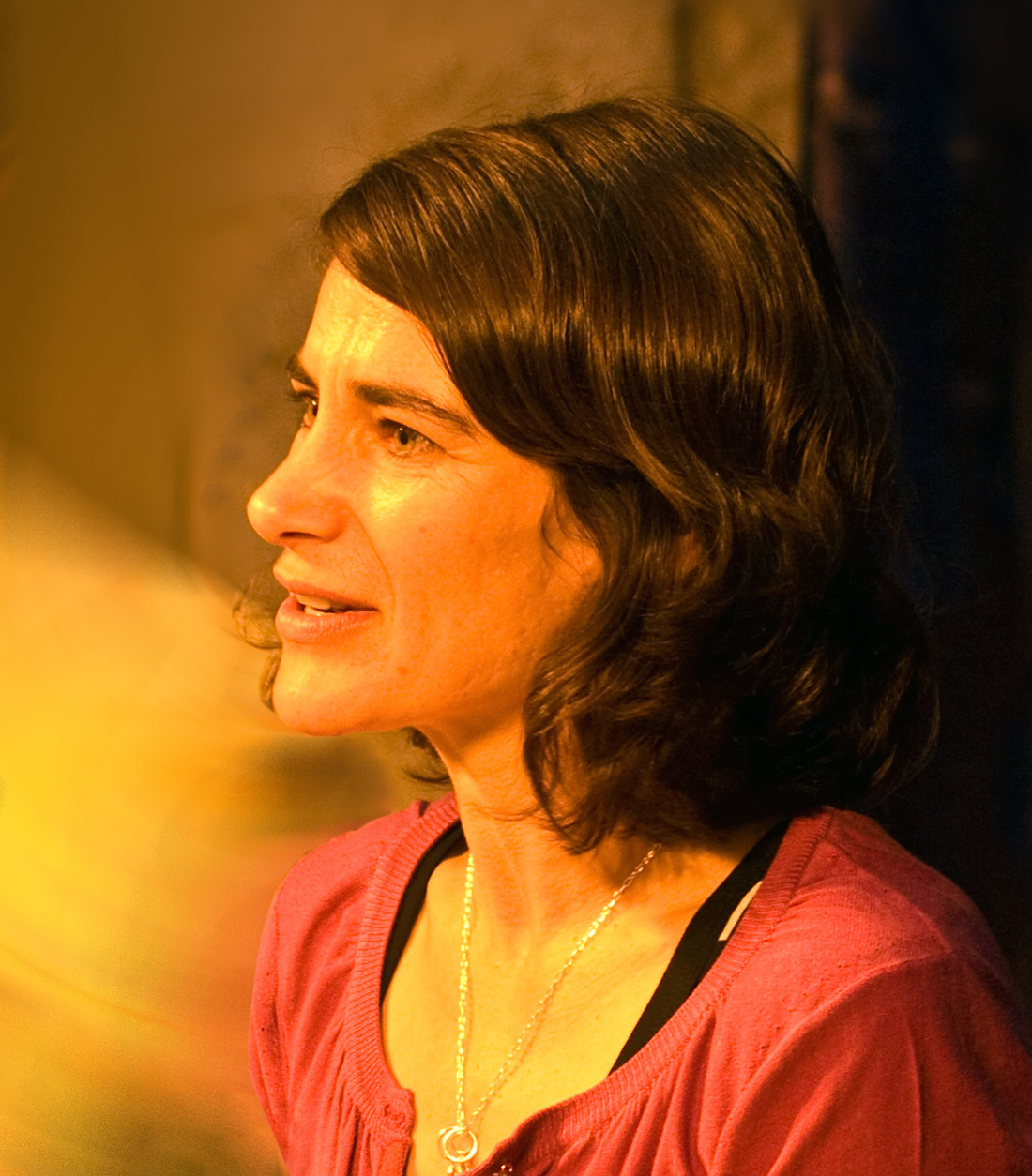
Esther Freud.

Sigmund Freud se casó en 1886 con Martha Bernays (1861–1951). Martha era la hija de Berman Bernays (1826–1879) y Emmeline Philipp (1830–1910). Su abuelo, Isaac Bernays (1792–1849), fue rabino jefe de Hamburgo. Su hermana, Minna Bernays (1865–1941), después de la muerte de su prometido en 1895, llegó por solo unos pocos meses a vivir a la casa de los Freud, pero se quedó para siempre, transformándose en miembro permanente del hogar familiar. Sigmund y Martha Freud tuvieron seis hijos y ocho nietos:
- Mathilde Freud (1887–1978) se casó con Robert Hollitscher (1875–1959); sin hijos
- Jean-Martin (Martin) Freud (1889–1967) se casó con Esti Drucker (1896–1980); dos hijos

- Anton Walter Freud (1921–2004), ingeniero químico, protagonizó la rendición del aeródromo de Zeltweg. Se casó con Annette Krarup (1925–2000); tres hijos

- David Freud (nacido en 1950, más tarde, Lord Freud), tres hijos

- Andrew Freud
- Emily Freud
- Juliet Freud

- Ida Fairbairn (nacida en 1952)
- Caroline Penney (nacida en 1955)

- Sophie Freud (1924-2022) trabajadora social, educadora, científica social y escritora. Mantuvo una postura crítica frente a la teoría psicoanalítica. Se casó con Paul Loewenstein (nacido en  1921); tres hijos.

- Andrea Freud Loewenstein
- Dania Jekel
- George Loewenstein (nacido en 1955), economista y psicólogo, especializado en economía conductual, en la aplicación de la psicología en ciencias económicas y viceversa.

- Oliver Freud (1891–1969) se casó con Henny Fuchs (1892–1971) y tuvieron una hija, Eva Freud. Oliver fue ingeniero civil, estuvo desempleado por mucho tiempo en Viena y en Berlín. Emigró primero a Francia en 1933 y luego a Niza en 1934. Finalmente se fue con su esposa a EE.UU en 1943, dejando en Europa a su hija Eva de 19 años. Oliver murió en Williams-town Massachusetts, en febrero de 1969.

- Eva Freud (1924–1944), quien no siguió a sus padres a EE.UU, permaneciendo en Francia. Murió en Marsella en 1944 de manera muy trágica, por causa de una septicemia tras un aborto que se complicó con un absceso cerebral.

- Ernst L. Freud (1892–1970) se casó con Lucie Brasch (1896–1989); tres hijos

- Stephan Freud (nacido en 1921) se casó primero con Lois Blake (nacida en 1924), una hija; y luego con Christine Ann Potter (nacida en 1927)

- Dorothy Freud

- Lucian Freud (1922–2011) se casó primero con Kathleen Garman (1926–2011), dos hijos; y luego con Lady Caroline Blackwood (1931–1996). También tiene cuatro hijos con Suzy Boyt, cuatro con Katherine McAdam (fallecida en 1998), 2 con Bernardine Coverley (fallecida en 2011), uno con Jacquetta Eliot, Countess of St Germans y uno con Celia Paul. Entre sus hijos están:

- Annie Freud (nacida en 1948)
- Annabel Freud (nacida en 1952)
- Alexander Boyt (nacido en 1957)
- Jane McAdam Freud (nacida en 1958)
- Paul McAdam Freud (nacido en 1959)
- Rose Boyt
- Lucy McAdam Freud (nacida en 1961) se casó con Peter Everett; dos hijos
- Bella Freud (nacida en 1961) se casó con James Fox; un hijo
- Isobel Boyt (nacida en 1961)
- Esther Freud (nacida en 1963) se casó con  David Morrissey; tres hijos
- David McAdam Freud, tres hijos
- Susie Boyt (nacida en 1969) se casó con Tom Astor; dos hijos
- Francis Michael Eliot (nacido en 1971)
- Frank Paul (nacido en 1985)

- Clement Freud (1924–2009, más tarde Sir Clement Freud) se casó con June Flewett (nombre artístico, Jill Raymond) en 1950; 5 hijos

- Nicola Freud

- Tom Freud (nacido en 1973)
- Jack Freud, se casó con Kate Melhuish
- Martha Freud

- Dominic Freud (nacido en 1956) se casó con Patty Freud; tres hijos
- Emma Freud (nacida en 1962) con su pareja Richard Curtis, cuatro hijos
- Matthew Freud (nacido en 1963) se casó dos veces, primero con Caroline Hutton, dos hijos y luego con Elisabeth Murdoch, dos hijos
- Ashley Freud (sobrino adoptado)

- Sophie Freud (1893–1920) se casó con Max Halberstadt (1882–1940);

- Ernst Halberstadt (1914–2008) (conocido también como Ernest Freud) se casó con Irene Chambers (nacida en 1920)
- Heinz Halberstadt (1918–1923)

- Anna Freud (1895–1982), psicoanalista. No tuvo hijos.